# Myoporum cuneifolium
Myoporum cuneifolium är en flenörtsväxtart som beskrevs av Friedrich Wilhelm Ludwig Kraenzlin.
Myoporum cuneifolium ingår i släktet Myoporum och familjen flenörtsväxter. Inga underarter finns listade i Catalogue of Life.